# 必列者士
必列者士（英語：William Thomas Bridges；1820年—1894年9月30日），又稱必列啫士，是英屬香港大律師及公務員，曾在1857年至1858年署任輔政司。

## 生平
必列者士生於1820年（亦有指是1821年的肯特布力希斯），曾就讀温切斯特公学和牛津大學基督聖體學院，到1847年在中殿律師學院取得大律師資格。1851年4月，必列者士抵達香港。當時香港社會缺乏法律專家，大律師身份令他馬上晉身上流社會，更在1854年4月起署任律政司。1856年，他卸任署理律政司，短暫返回英格蘭，獲頒榮譽民法博士學位，回港後暫任行政立法兩局議員。1857年2月，必列者士獲任命為署理輔政司，暫代休假的孖沙。
1856年，晏士地抵港任律政司，誓言打擊官員貪污，因而遭到必列者士的敵視。兩年後，晏士地指控總登記官兼撫華道高和爾貪污及勾結著名華人海盜黃墨洲。高氏友人及同為共濟會成員的必列者士決定為他護航，以節省辦公室空間為由，下令燒毀有傳載有高和爾參與海盜活動證據的黃墨洲帳簿。1858年，獨立調查委員會認為必列者士和高和爾均無犯錯，總督寶寧建議提拔必列者士為新任律政司。但隨著寶寧在1859年卸任、羅士敏履職後，高和爾事件再次浮上水面。新任督憲在1860年下令重新調查，委員會最終建議將高氏革職。1861年4月15日，遭受傳媒抨擊且面臨烏紗不保的必列者士低調離開香港，歸隱田園，1894年9月30日於巴斯逝世，享年七十餘歲。
香港島上環的必列者士街就是以其命名，而他在1851年創立的律師行則是香港迄今歷史最悠久的，現名的近律師行。

## 引用
1. 1 2 3  . 香港立法會.   [2021-02-28]. （原始内容存档于2022-02-08）.
2. ↑  . 1891年人口普查. Ancestry.co.uk（英语：Ancestry.co.uk）.   [2019-07-11].
3. ↑  Wainewright 1905，第7頁
4. ↑  Tsang 2007，第5頁
5. ↑  Endacott 2005，第125頁
6. 1 2  Endacott 2005，第126頁
7. ↑  Munn 2009，第310頁
8. ↑  徐 2003，第91頁
9. ↑  Munn 2000，第22頁
10. 1 2  Endacott 2005，第128頁
11. ↑  Endacott 2005，第129頁
12. ↑  . The Solicitors' Journal and Reporter. 1894-10-06, 38: 774.
13. ↑  .   [2019-07-11]. （原始内容存档于2007-12-24）.
14. ↑  . Deacons.   [2019-07-11]. （原始内容存档于2020-09-23）.